# 阿卡德摩斯
阿卡德摩斯（古希臘語： 或 Ἑκάδημος）也作阿卡德穆斯，阿卡德摩，是希腊神话中的一位阿提卡英雄，在海伦被忒修斯劫走时，他曾向海伦的两个哥哥卡斯托耳和波鲁克斯提供其下落，故他的园林永久受到诸神的保护，成为哲人的聚会之地。柏拉图在其墓地建立了欧洲历史上第一所综合性学校，学校一直持续到公元529年被东罗马帝国的查士丁尼下令关闭为止。英语中“学院”一词“Academy”和歐洲各語言的同源詞即源自他的名字。